# Zylom
Zylom è un distributore di videogiochi per computer PC e Mac e per dispositivi mobili come cellulari e tablet. La compagnia, con sede ad Eindhoven, nei Paesi Bassi, si occupa della distribuzione di casual game in numerosi paesi. Sul suo sito Web sono disponibili più di 800 titoli diversi. Zylom è anche sviluppatore e publisher di alcuni dei suoi casual game di successo, tra cui le serie Delicious, Campfire Legends e Heart's Medicine. 

## Giochi
I videogiochi presenti sul sito di Zylom sono online oppure scaricabili; questi ultimi sono noti come giochi Deluxe e sono versioni complete, con tutti i livelli e le opzioni.
La maggior parte dei giochi offerti da Zylom è completamente tradotta in 8 lingue (inglese, francese, spagnolo, tedesco, olandese, svedese, italiano e portoghese).
Le principali categorie di giochi proposti sono le seguenti:
- giochi di abbinamenti
- giochi d'azione
- giochi da tavolo
- giochi con bolle (bubbleshooter)
- giochi di carte
- giochi a oggetti nascosti
- giochi gestionali
- giochi di logica/rompicapo/puzzle

## Storia
Zylom fu fondata a Eindhoven, nei Paesi Bassi, nel 2001. Si ampliò rapidamente e dopo pochi anni, nel 2006, fu rilevata dall'azienda americana Real Networks Inc.. Nel 2011, Real Networks decise di incorporare tutti i siti dedicati ai videogiochi da essa gestiti sotto il nome di GameHouse; anche Zylom entrò a farne parte, pur mantenendo il proprio nome. Nel 2012 lo studio interno all'azienda venne chiuso, ma Zylom continua a sviluppare i propri videogiochi, tra cui quelli della serie Delicious.

## Premi
- 2004 – Rising Star Award per la miglior stella emergente.
- 2005 – Sito dell'anno in Germania e Regno Unito nella categoria Giochi e intrattenimento.
- 2006 - Sito dell'anno in Germania, Regno Unito, Spagna, Francia, Italia e Paesi Bassi nella categoria Giochi e intrattenimento. Secondo la classificazione Deloitte Technology Fast 500, Zylom è la compagnia di media e intrattenimento in più rapida espansione del 2006.
- 2007 - Sito dell'anno in Germania, Regno Unito, Spagna, Francia, Italia e Paesi Bassi nella categoria Giochi e intrattenimento.
- 2008 - Sito dell'anno in USA, Germania, Regno Unito, Spagna, Francia, Italia e Paesi Bassi nella categoria Giochi e intrattenimento.
- 2009 - Sito dell'anno in Germania, Regno Unito, Francia, Spagna e Paesi Bassi nella categoria Giochi e intrattenimento.
- 2010 - Sito dell'anno in Germania, Regno Unito, Francia, Spagna, Italia e Paesi Bassi nella categoria Giochi e intrattenimento.
- 2011 – Miglior sito dell'anno in Spagna e Regno Unito; sito dell'anno nella categoria Giochi e intrattenimento in Germania, Regno Unito, Francia, Spagna, Italia, Paesi Bassi e Brasile.
- 2012 - Miglior sito dell'anno in Spagna, Regno Unito, Francia e Brasile; sito dell'anno nella categoria Giochi e intrattenimento in Germania, Regno Unito, Francia, Spagna, Italia, Paesi Bassi e Brasile.
- 2013 - Miglior sito dell'anno in Brasile e Regno Unito; migliore e più popolare sito dell'anno nella categoria Giochi e intrattenimento in Germania, Regno Unito, Francia, Spagna, Italia, Paesi Bassi e Brasile.